# Concassage

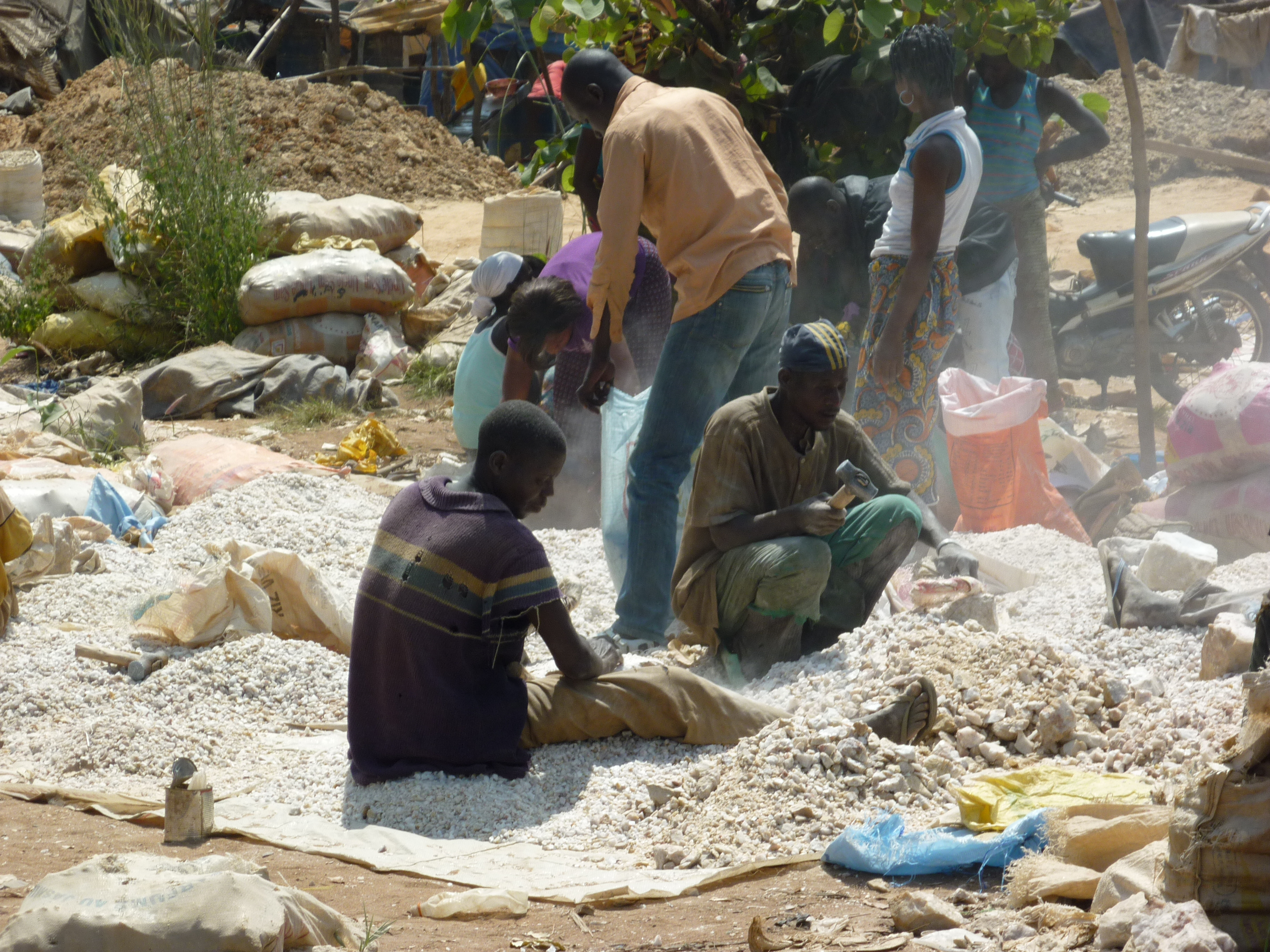
Concassage manuel de gravier par des hommes et femmes dans une zone rurale de la Côte d'Ivoire.

Le concassage est l'action de concasser, c'est-à-dire de réduire en petites parties (jusqu'à quelques millimètres), avec un outil (marteau, pilon), quelque matière dure ou sèche, comme le sucre, le poivre, la pierre, le minerai, etc. 
S'il est pratiqué « à sec », il expose à l'inhalation de particules de silice (classée cancérigène, et source de silicose ou d'autres pathologies).

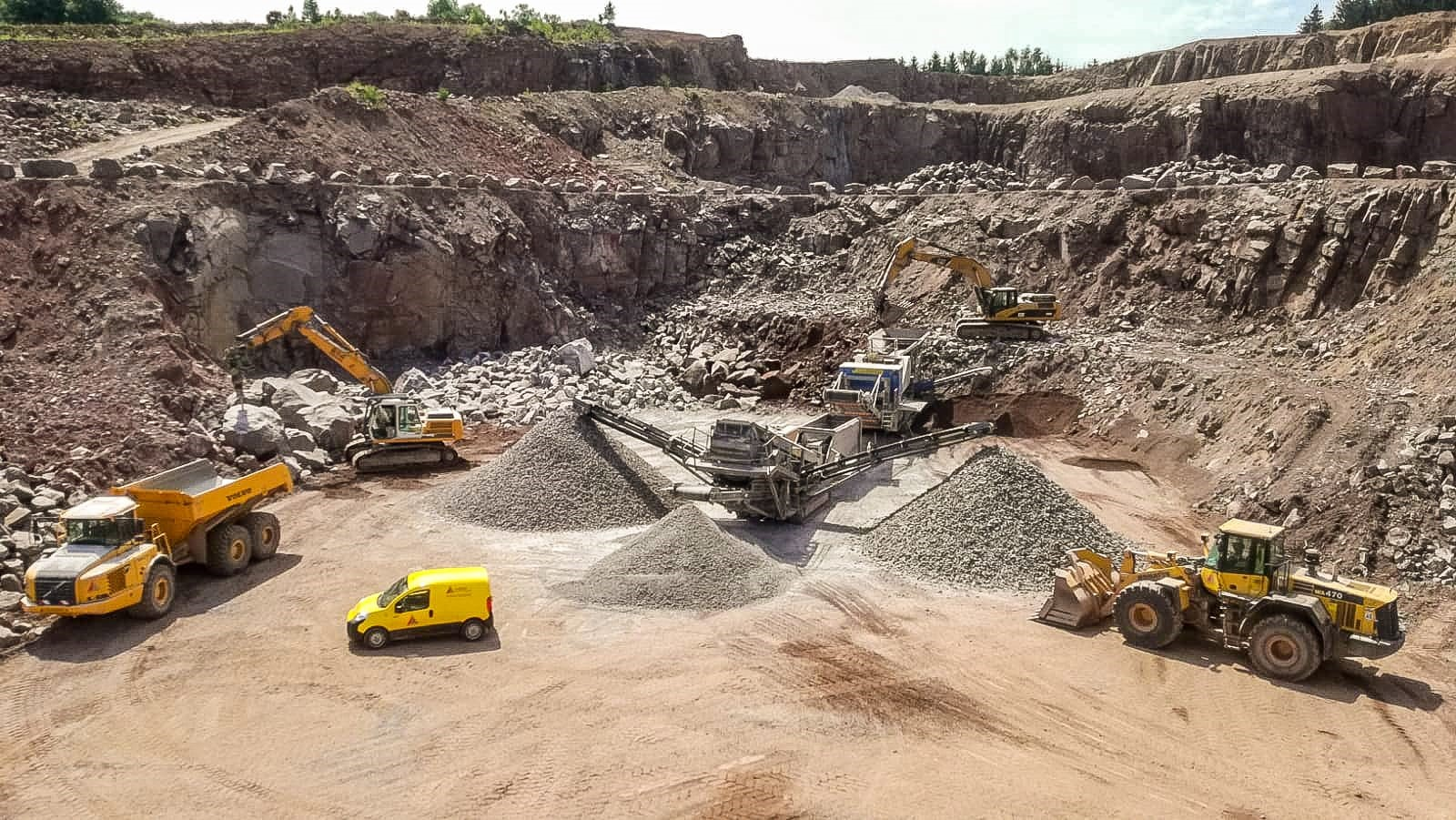
Deux concasseurs mobiles dans une carrière de granite à Vieux-Moulin (Vosges) (2006).

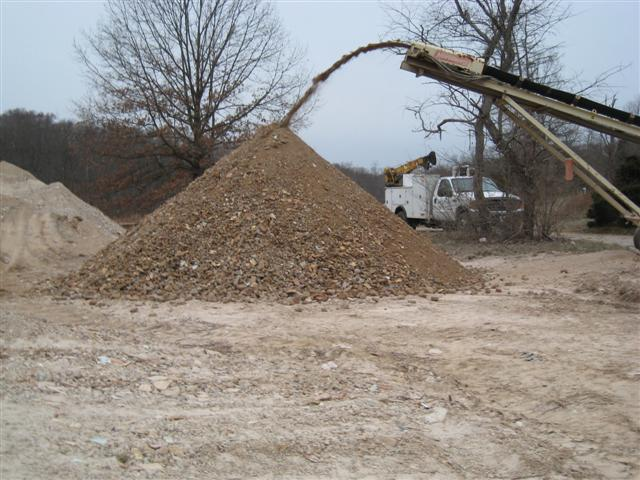
Concassage mécanique de résidus de démolition d'un bâtiment (ici un ancien laboratoire) pour produire du bricaillon.

## Typologie
Dans le processus de concassage, la matière peut être concassée plusieurs fois de suite. 
On qualifie alors le concassage selon la taille des parties qui en résultent :
- concassage de pierre[3] : jusqu'à 100 millimètres ;
- concassage secondaire[4] : jusqu'à 25 millimètres ;
- concassage tertiaire[4] : jusqu'à 5 millimètres.